# Mao Hosoya
Mao Hosoya (jap. 細谷 真大, Hosoya Mao; * 7. September 2001 in Ushiku, Präfektur Ibaraki) ist ein japanischer Fußballspieler.

## Karriere

### Verein
Mao Hosoya erlernte das Fußballspielen in der Jugendmannschaft von Kashiwa Reysol. Hier unterschrieb er 2020 auch seinen ersten Profivertrag. Der Verein aus Kashiwa, einer Großstadt in der Präfektur Chiba auf Honshū, der Hauptinsel Japans, spielt seit 2020 wieder in der höchsten Liga des Landes, der J1 League. Als Jugendspieler absolvierte er in der Saison 2019 sechs Spiele in der zweiten Liga, der J2 League. Am Ende der Saison wurde er mit Kashiwa Meister der Liga und stieg in die erste Liga auf.

### Nationalmannschaft
Seit 2021 spielte der Stürmer sieben Partien für die U-23 von Japan und traf dabei vier Mal.
Bei der erfolgreichen Ostasienmeisterschaft gab Hosoya am 24. Juli 2022 sein Debüt in der japanischen A-Nationalmannschaft im Gruppenspiel gegen China (0:0). Im September desselben Jahres bestritt er noch zwei Testspiele für die U-21-Auswahl und schoss dabei einen Treffer.

## Erfolge
Kashiwa Reysol
- Japanischer Zweitligameister: 2019  ▲

Nationalmannschaft
- Ostasienmeister: 2022